# Megaselia simiola
Megaselia simiola är en tvåvingeart som beskrevs av Borgmeier 1966. Megaselia simiola ingår i släktet Megaselia och familjen puckelflugor. Inga underarter finns listade i Catalogue of Life.